# Török mogyoró
A török mogyoró (Corylus colurna) a nyírfafélék (Betulaceae) családján belül a mogyoró (Corylus) nemzetségébe tartozó fafaj. A legszebb parkfák egyike, különösen, ha tövétől ágas. Igen mély árnyékot ad.

## Élőhelye, származása
A mérsékelt éghajlatú területekre jellemző. Hazája Délkelet-Európa, Kis-Ázsia, a Kaukázus és Észak-Irán. Kelet felé egészen a Himalájáig megtalálható. Bár nem tömörül összefüggő erdőségekbe, szórványosan (mint másod- vagy harmadrendű fa) mindenütt megél. Európában elterjedésének északi határa majdnem eléri hazánkat. Nagyobb állománya hozzánk legközelebb a Déli-Kárpátoknak az Al-Dunára néző vonulatain fordul elő.
Főleg a dombvidékek és az előhegységek fája. Természetes erdőtársulásokban hozzánk legközelebb a Szörényi-érchegységben és a Kazán-szorostól északra lévő erdőségekben találhatjuk meg, 400–600 méter tengerszint fölötti magasságon. Az alacsonyabb részek völgyeiben a dióval, a magasabb szinteken a virágos kőrissel társul.
A Fekete-tenger környékén már időszámításunk előtt ismerték; a legfontosabb termőhelye ma is Törökország. Európában korán elterjedt; Angliában az első termesztett növények egyike volt. Amerikában már a korai telepesek igyekeztek meghonosítani. Az Egyesült Államokban ma főként a Csendes-óceán partvidékén, Oregon és Washington államban termesztik.
Teljes napon és nedves talajokon érzi igazán jól magát. Fény és melegigényes, a szárazságot, a gyenge talajokat és a szennyezett, városi levegőt jól tűri.
Magyarországon szabályos kúp alakú, fölöttébb díszes koronája miatt parkfának már egy-két évszázada is ültették. Néhány vastag törzsű, terebélyes koronájú példánya védett. A legöregebb, a legnagyobb és a leghíresebb törökmogyoró-fák Gyöngyösön, Pécsett, Romhányban, Sajóörösön, Kajdacson, Kétegyházán, Adonyban és Miskolcon[forrás?] találhatók, valamint van egy 600 cm törzskerületű példány Budapesten is, igaz, ennek nagy méretében közrejátszik, hogy törzse alacsonyan elágazik. Jó néhány, ötven évesnél idősebb fasor és facsoport erőteljes növekedése, jó egészségi állapota hívta fel a díszfatermesztők figyelmét e fafajra. E fasorok bőven termettek magot, és ezeket felhasználva az utóbbi két évtizedben a török mogyoró divatossá vált az utak és városok fásításában.

## Tulajdonságai

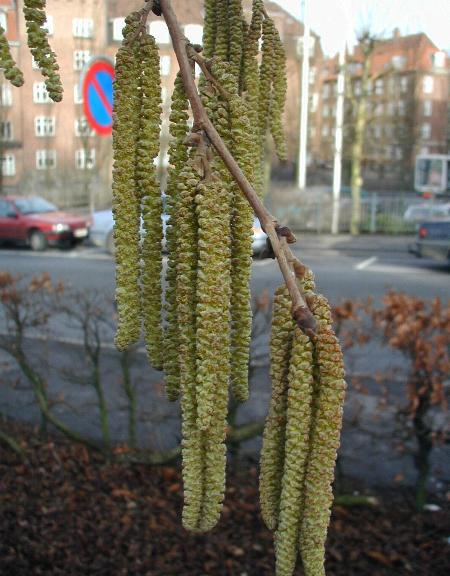
Török mogyoró barkája

Tizenöt–húsz méteresre is megnövő, különösen fiatalon igen szabályos, kúpos, illetve tojásdad koronájú, értékes díszfa. A szabadon álló fa idős korára hatalmas koronát fejleszt. Az erdőben magassága elérheti a 25 métert, életkora a 200 évet. Zárt állásban szép, sudár, hengeres törzset növeszt, és többnyire 20 éves korától terem. Kérge már a kétéves ágakon is világosszürkén parásodik. Törzse ritkán reped meg a fagy és a hirtelen napsütés okozta feszültség miatt. A bokortermetű mogyorófajoktól eltérően nem sarjadzik.
Nyolc–tizenkét centiméteres, széles-tojásdad, szürkészöld, fényes, fűrészes szélű levelei késő ősszel sárgára színeződnek, mielőtt lehullanának.
Feltűnő, csüngő hím ivarú barkái már február végén feltűnnek az ágakon; nőivarú fukszia-rózsaszín virágai nagyon aprók, alig vehetők észre.
Csomókban fejlődő, mélyen rojtos kupacsú termései gömbölyded terméságazatot alkotnak. Ehető és ízletes csemege, ősz elején érik. A mirigyszőrös kopáncsok a közönséges mogyoróénál kisebb (kb. 1–1,5 cm-es), kissé kúpos makkokat rejtenek, amik a mókusok egyik kedvencévé teszik.

## Felhasználása

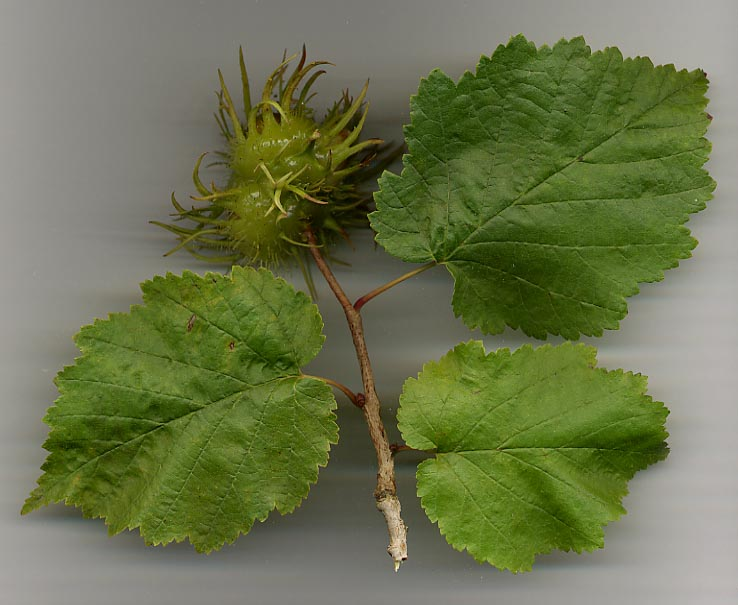
Török mogyoró kupacsok

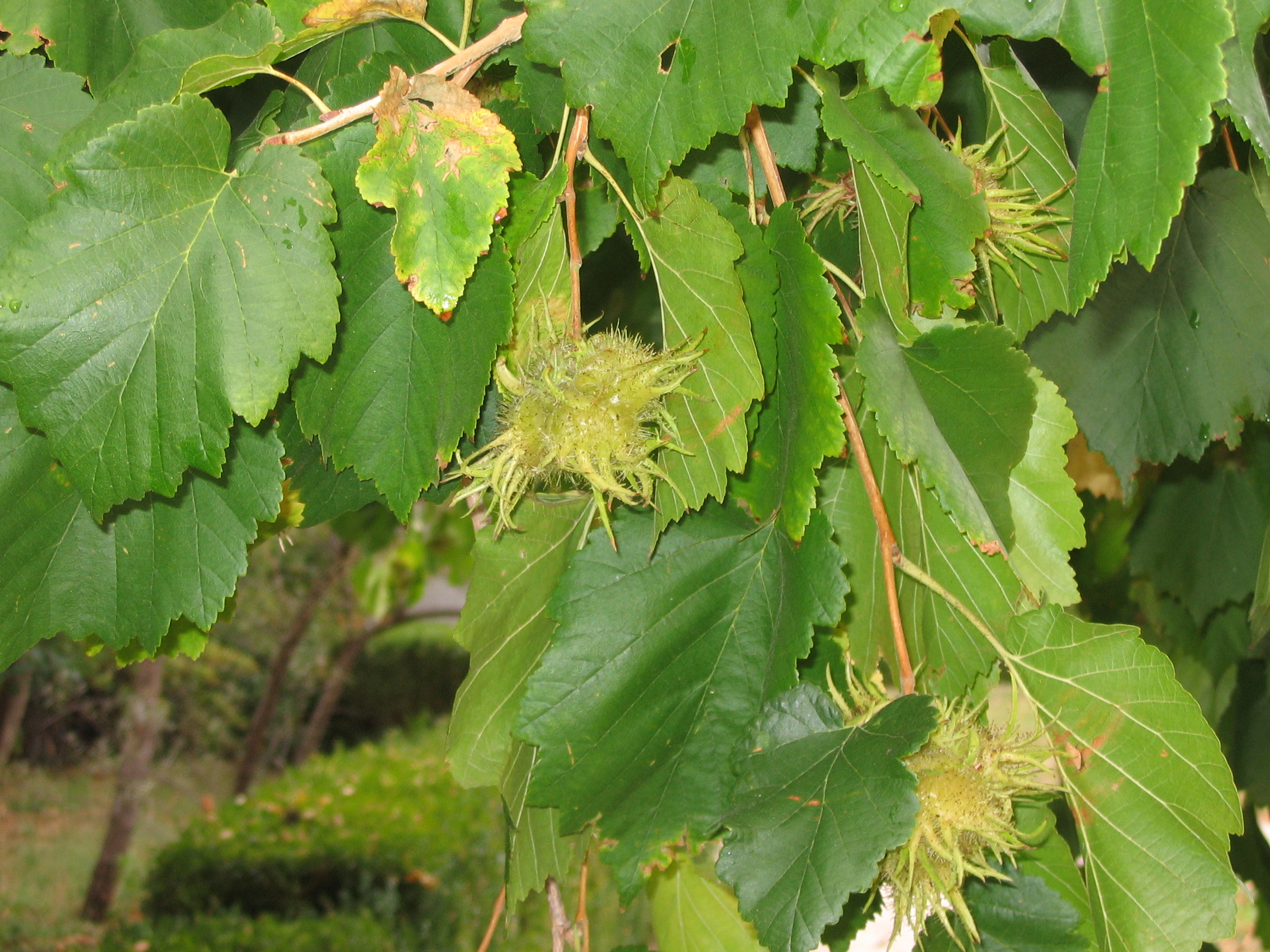
Török mogyoró levelei és termései

Táplálkozástani kutatások bizonyították, hogy a török mogyoróban megvan a diófélék minden jó tulajdonsága. Az ízletes, tápláló mogyorószemekben sok a fehérje és a rost. Jelentős a vas-, foszfor- és káliumtartalma. A többi dióféléhez hasonlóan a mogyoróban is sok az E-vitamin, és megtalálhatók benne a magzatvédelemben fontos B-vitaminok is. Ennek a diófélének is előnyös a zsírsavösszetétele: a magas olajtartalom ellenére sem terheli a szívet és az érrendszert, sőt előnyösen befolyásolja a koleszterinszintet. Az összes mogyorófaj közül a török mogyoró olajtartalma a legnagyobb.
A mogyoró, így a török mogyoró is hagyományos és változatosan alkalmazható csemege. Az édesipar jellegzetes alapanyaga, mivel a ropogós, rostos magvak kellemes ellentétben állnak a szájban szétolvadó csokoládéval. Számos hagyományos és új édességben alkalmazzák. Gyakran találkozunk vele igényes teasüteményekben, cukrászati termékekben. Az édesipar levantei mogyoró néven ismeri (hazai csokoládégyáraink mind a mai napig Iránból vásárolják).
Az utóbbi időben egyre több mogyorópépet és a mogyoróvajat használnak fel – nemcsak bonbonok és édesipari termékek töltéséhez és jégkrémekbe, de kenyérre kenhető, ízesített kombinációi is meghódították a piacot. Amerikában a mogyorópéppel leveseket, szószokat sűrítenek; töretét, reszelékét panírozáshoz használják vagy salátákra szórják. A mogyorópép és a mogyoróvaj előállításához a közönséges és a török mogyoró egyaránt használható.

## Erdészeti jelentősége
A török mogyoró nem őshonos fafajunk. Ma leginkább díszfaként ültetik, de az utóbbi évek kutatásai igazolták, hogy erdőalkotóként is megállja a helyét.
A hazai erdészek a múlt század végétől többször felhívták a figyelmet e fafaj kitűnő erdészeti tulajdonságaira, de hiába. Az országban föllelhető 10–15 hektárnyi erdő jellegű állományt kísérletező kedvű és jó gyakorlati érzékű erdészek kezdeményezésére telepítették. Ezek közül is kitűnik az alsószentiváni 75 éves, mindössze fél hektáros erdő. Az Erdészeti Tudományos Intézet ezen a „kísérleti terepen” vizsgálta meg a török mogyoró erdészeti termesztésének lehetőségeit.
A fáról október derekáig lehulló kupacsból (kertésznyelven: kopáncsból) kézzel kell kifordítani a makkot. Célszerű azonnal méterenként 50–60 darabot 40–70 centiméteres sortávolsággal és 7–8 centis takarással szabadföldbe vetni. (A rétegelve, pincében átteleltetett magot március elején érdemes vetni.) A magoncok az első évben nem érik el a kiültethető nagyságot, ezért vagy helyben, a magágyban gyökéralávágással, vagy faiskolába átültetve nevelik tovább őket.
Erdősítésre a kétéves csemeték a legalkalmasabbak. Az ültetvényt négy-öt évig rendszeresen ápolni kell. Mivel a vad nagyon kedveli a török mogyorót, a friss telepítvényt körül is kell keríteni. A török mogyoró csemetéjét pótlásnak, elegyként is ültethetjük a lassan növő fafajok (elsősorban tölgy) közé.
Török mogyoróból kettős hasznosítású, tág hálózatú ültetvény is létrehozható: magja kiváló cukrászati–édesipari alapanyag, értékes fáját pedig az asztalosok hasznosíthatják.
A török mogyoró törzsére gyakran oltják egyéb mogyorófajok vesszőit (törzses oltvány).